# アル＝ハサン・アル＝ヤミ
アル＝ハサン・アル＝ヤミ（Al Hasan Al-Yami、アラビア語: الحسن اليامي）は1972年8月21日生のサウジアラビアのサッカー選手である。2002 FIFAワールドカップに同国代表として出場した経験を持つ。キャリアの大半をサウジアラビアのアル・イテハドで過ごした。

## 来歴
2000年にサウジアラビア代表デビュー。2002 FIFAワールドカップではグループステージ全3試合に出場した。サウジアラビア代表で22試合に出場、6得点をあげた。

## 代表歴

### 出場大会
- サウジアラビア代表
  - 2002 FIFAワールドカップ

### 試合数
- 国際Aマッチ 22試合 6得点（2000年-2002年）[1]

| サウジアラビア代表 | 国際Aマッチ | 国際Aマッチ |
| 年                 | 出場        | 得点        |
| ------------------ | ----------- | ----------- |
| 2000               | 1           | 0           |
| 2001               | 8           | 2           |
| 2002               | 13          | 4           |
| 通算               | 22          | 6           |